# Ville métropolitaine de Messine
La ville métropolitaine de Messine (Città metropolitana di Messina en italien) est une ville métropolitaine italienne, dans la région de Sicile, dont le chef-lieu est Messine. Elle remplace la province de Messine depuis le 4 août 2015.

## Politique et administration
| Période         | Période         | Identité          | Étiquette            | Qualité                        |
| --------------- | --------------- | ----------------- | -------------------- | ------------------------------ |
| 4 janvier 2016  | 31 mai 2016     | Filippo Romano    |                      | Commissaire spécial            |
| 10 juin 2016    | 10 octobre 2017 | Renato Accorinti  | Ind. (centre gauche) | Maire de Messine (2013 → 2018) |
| 10 octobre 2017 | 8 mars 2018     | Francesco Calanna |                      | Commissaire régional           |
| 8 mars 2018     | 26 juin 2018    | Renato Accorinti  | Ind. (centre gauche) | Maire de Messine (2013 → 2018) |
| 26 juin 2018    | En cours        | Cateno De Luca    | Ind. (centre)        | Maire de Messine (2018 →)      |